# Tsjechisch kampioenschap wielrennen op de weg
Het Tsjechisch kampioenschap wielrennen op de weg is in de vier onderdelen wegwedstrijd en individuele tijdrit bij zowel de mannen als de vrouwen een jaarlijkse georganiseerde wielerwedstrijd waarin om de nationale titel van Tsjechië wordt gestreden. De kampioen mag een jaar lang rijden in een trui met de vlag van Tsjechië in de categorie waarin de trui is behaald.

## Mannen

### Wegwedstrijd

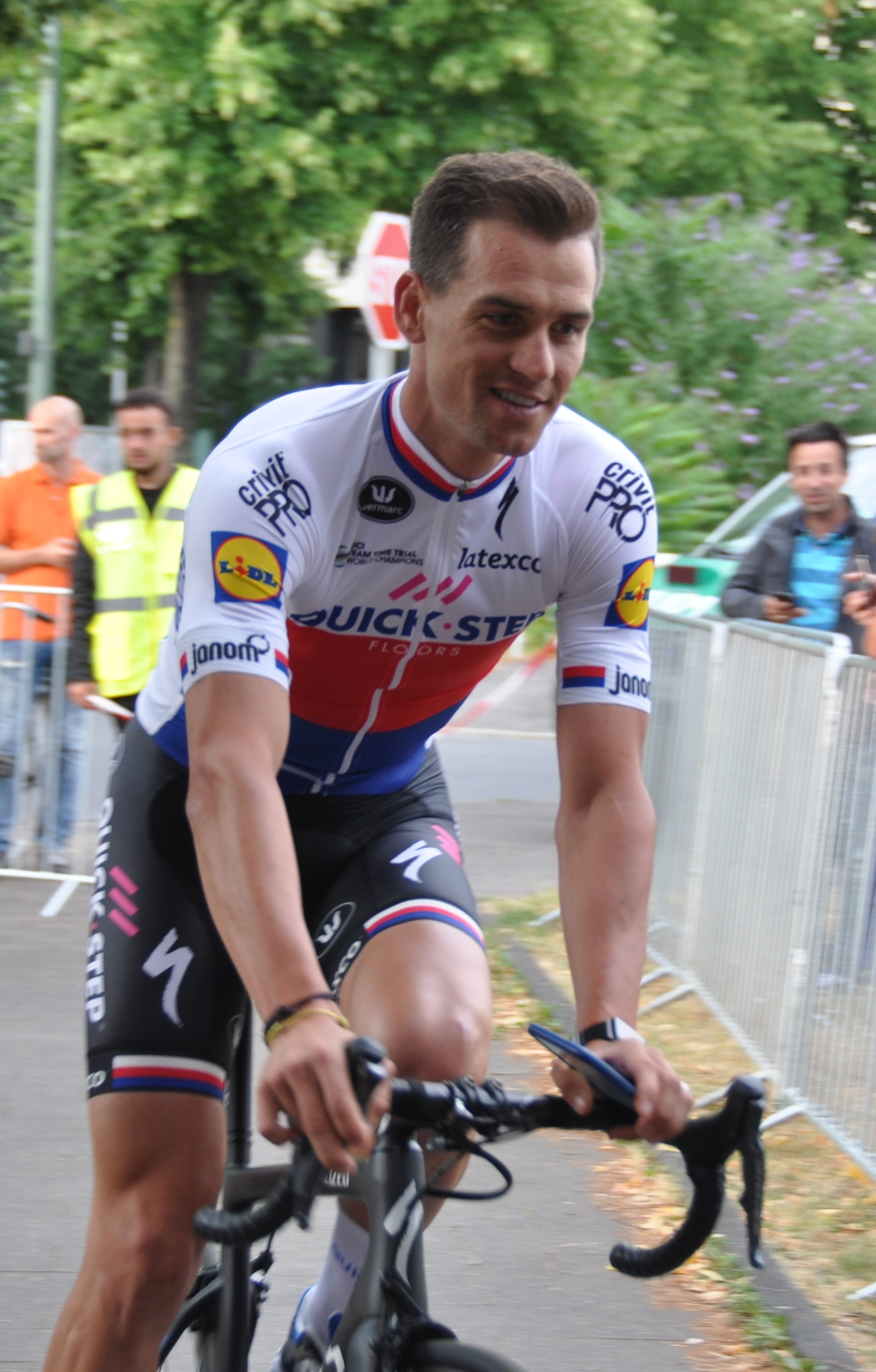
Zdeněk Štybar won in 2014 en 2017

| Jaar | Goud              | Zilver            | Brons             |
| ---- | ----------------- | ----------------- | ----------------- |
| 1994 | Lubor Tesař       | Tomáš Sedláček    | Martin Kaňkovský  |
| 1995 | René Andrle       | Tomáš Velecký     | Jaroslav Bílek    |
| 1996 | Ján Svorada       | René Andrle       | František Trkal   |
| 1997 | Jaromír Purmenský | Ondřej Fadrny     | Tomáš Konečný     |
| 1998 | Ján Svorada       | Milan Kadlec      | Ondřej Sosenka    |
| 1999 | Tomáš Konečný     | Milan Kadlec      | František Trkal   |
| 2000 | Lubomír Kejval    | Milos Pejcha      | Michal Kalenda    |
| 2001 | Jaromír Friede    | Jan Faltýnek      | Petr Klasa        |
| 2002 | Ondřej Fadrny     | Tomáš Konečný     | Ondřej Sosenka    |
| 2003 | Lubor Tesař       | Ondřej Fadrny     | Adam Homolka      |
| 2004 | Ondřej Sosenka    | Petr Benčík       | René Andrle       |
| 2005 | Ján Svorada       | Tomáš Bucháček    | Stanislav Kozubek |
| 2006 | Stanislav Kozubek | Petr Pucelík      | René Andrle       |
| 2007 | Tomáš Bucháček    | Tomáš Vokrouhlík  | Petr Benčík       |
| 2008 | Petr Benčík       | Martin Hebík      | Stanislav Kozubek |
| 2009 | Martin Mareš      | Stanislav Kozubek | Vojtěch Dlouhý    |
| 2010 | Petr Benčík       | Stanislav Kozubek | Milan Kadlec      |
| 2011 | Petr Benčík       | Leopold König     | Zdeněk Štybar     |
| 2012 | Milan Kadlec      | František Raboň   | Jiří Polnický     |
| 2013 | Jan Bárta         | Martin Bína       | Petr Lechner      |
| 2014 | Zdeněk Štybar     | Petr Vakoč        | Jan Bárta         |
| 2015 | Petr Vakoč        | Leopold König     | František Sisr    |
| 2016 | Roman Kreuziger   | Zdeněk Štybar     | Martin Hunal      |
| 2017 | Zdeněk Štybar     | Josef Černý       | Petr Vakoč        |
| 2018 | Josef Černý       | Jan Bárta         | Jakub Otruba      |
| 2019 | František Sisr    | Tomáš Kalojíros   | Petr Vakoč        |
| 2020 | Adam Ťoupalík     | Zdeněk Štybar     | Petr Vakoč        |
| 2021 | Michael Kukrle    | Dominik Neuman    | Daniel Turek      |
| 2022 | Matěj Zahálka     | Jan Bárta         | Adam Ťoupalík     |
| 2023 | Mathias Vacek     | Pavel Bittner     | Simon Vanicek     |
| 2024 | Tomáš Přidal      | Michael Kukrle    | Vojtěch Kmínek    |
| 2025 | Mathias Vacek     | Matyáš Kopecký    | Tomáš Přidal      |

### Tijdrit

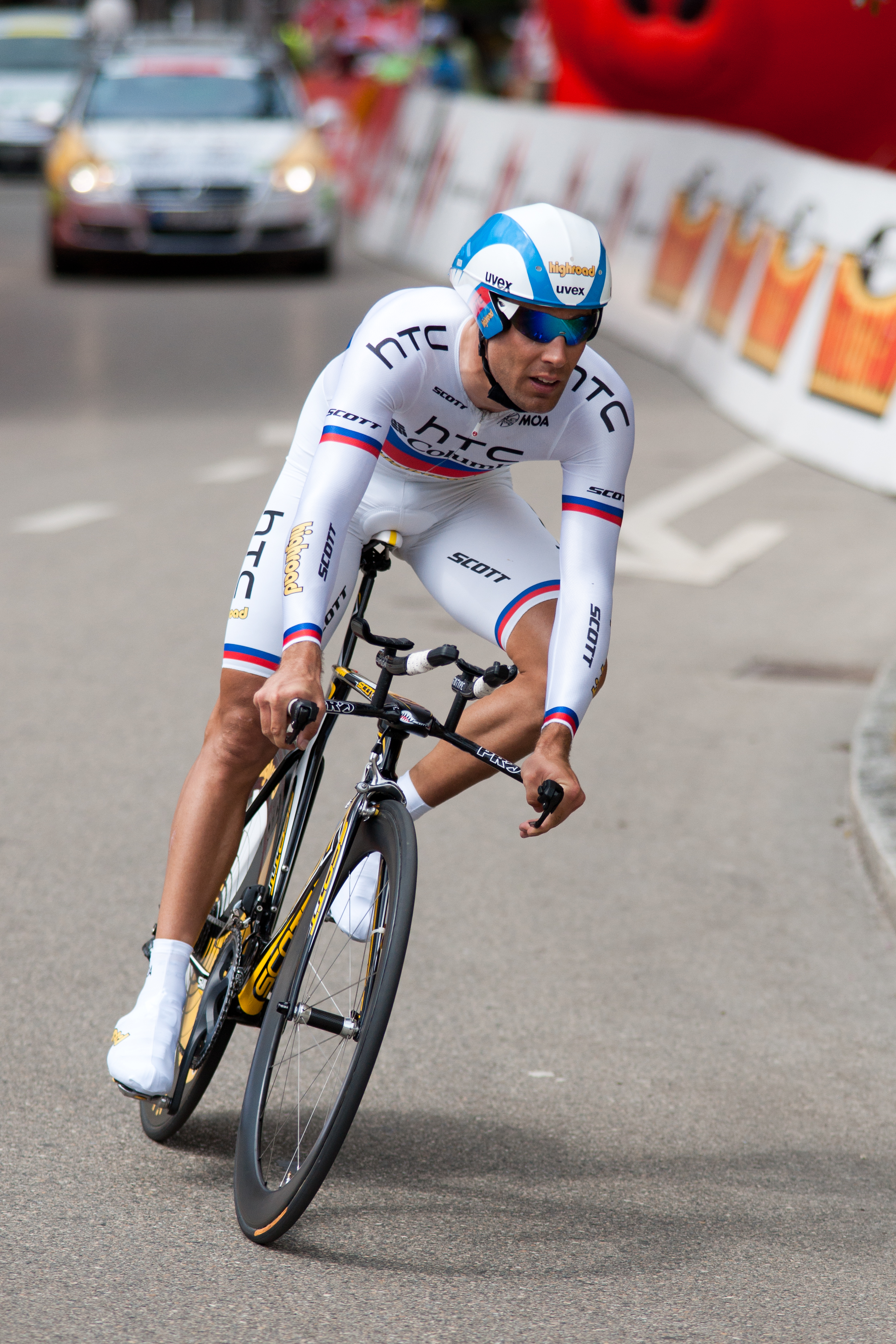
František Raboň won in 2008, 2009 en 2010

| Jaar | Goud              | Zilver            | Brons             |
| ---- | ----------------- | ----------------- | ----------------- |
| 1997 | Jan Hruska        | Lubor Tesar       | Frantisek Trkal   |
| 1998 | Ondrej Sosenka    | Lubor Tesar       | Jan Hruska        |
| 1999 | Jan Hruska        | Milan Kadlec      | Tomas Konecny     |
| 2000 | Ondrej Sosenka    | Lubor Tesar       | Milan Kadlec      |
| 2001 | Ondřej Sosenka    | Michal Kalenda    | Michal Hrazdira   |
| 2002 | Ondřej Sosenka    | Michal Hrazdira   | Michal Kalenda    |
| 2003 | Michal Hrazdira   | Radek Blahut      | Ondřej Sosenka    |
| 2004 | Michal Hrazdira   | Ondřej Sosenka    | Lubor Tesař       |
| 2005 | Ondřej Sosenka    | Michal Hrazdira   | Milan Kadlec      |
| 2006 | Ondřej Sosenka    | Milan Kadlec      | František Raboň   |
| 2007 | Stanislav Kozubek | René Andrle       | Jan Faltýnek      |
| 2008 | František Raboň   | Jan Hruška        | René Andrle       |
| 2009 | František Raboň   | Stanislav Kozubek | Tomáš Okrouhlický |
| 2010 | František Raboň   | Jan Bárta         | Leopold König     |
| 2011 | Jiří Hudeček      | Jan Bárta         | Tomáš Okrouhlický |
| 2012 | Jan Bárta         | Zdeněk Štybar     | František Raboň   |
| 2013 | Jan Bárta         | Martin Hačecký    | Tomáš Okrouhlický |
| 2014 | Jan Bárta         | Petr Vakoč        | Zdeněk Štybar     |
| 2015 | Jan Bárta         | Leopold König     | Petr Vakoč        |
| 2016 | Leopold König     | Jan Bárta         | Petr Vakoč        |
| 2017 | Jan Bárta         | Petr Vakoč        | Josef Černý       |
| 2018 | Josef Černý       | Jan Bárta         | Michael Kukrle    |
| 2019 | Jan Bárta         | Josef Černý       | Petr Vakoč        |
| 2020 | Josef Černý       | Jan Bárta         | Adam Ťoupalík     |
| 2021 | Josef Černý       | Jan Bárta         | Adam Ťoupalík     |
| 2022 | Jan Bárta         | Michael Kukrle    | Jakub Otruba      |
| 2023 | Jakub Otruba      | Petr Kelemen      | Mathias Vacek     |
| 2024 | Mathias Vacek     | Josef Černý       | Jakub Otruba      |
| 2025 | Mathias Vacek     | Josef Černý       | Jakub Otruba      |

## Vrouwen

### Wegwedstrijd
| Jaar | Goud               | Zilver            | Brons               |
| ---- | ------------------ | ----------------- | ------------------- |
| 1993 | Julie Pekárková    | Šárka Víchová     | Renata Holová       |
| 1994 | Lenka Těšíková     | Karla Polívková   | Julie Pekárková     |
| 1995 | Šárka Víchová      | Karla Polívková   | Julie Pekárková     |
| 1996 | Julie Pekárková    | Šárka Víchová     | Blanka Navrátilová  |
| 1997 | Miluše Flašková    | Šárka Víchová     | Kristina Obručová   |
| 1998 | Blanka Navrátilová | Lada Kozlíková    | Maria Hostasová     |
| 1999 | Lada Kozlíková     | Miluše Flašková   | Kristina Obručová   |
| 2000 | Lada Kozlíková     | Ilona Bublová     | Karla Polívková     |
| 2001 | Lada Kozlíková     | Karla Polivková   | Ilona Bublová       |
| 2002 | Julie Pekárková    | Zdenka Havlíková  | Kristina Obručová   |
| 2003 | Ilona Bublová      | Julie Pekárková   | Jana Kábrtová       |
| 2004 | Martina Růžičková  | Barbora Bohatá    | Pavla Havlíková     |
| 2005 | Lada Kozlíková     |                   |                     |
| 2006 | Lada Kozlíková     | Pavla Havlíková   | Martina Růžičková   |
| 2007 | Martina Růžičková  | Jarmila Machačová | Pavla Havlíková     |
| 2008 | Martina Růžičková  | Jarmila Machačová | Dana Fialová        |
| 2009 | Martina Růžičková  | Tereza Huříková   | Jarmila Machačová   |
| 2010 | Martina Sáblíková  | Martina Růžičková | Lada Kozlíková      |
| 2011 | Martina Sáblíková  | Martina Růžičková | Jarmila Machačová   |
| 2012 | Pavlína Šulcová    | Martina Růžičková | Martina Sáblíková   |
| 2013 | Martina Sáblíková  | Pavlína Šulcová   | Pavla Havlíková     |
| 2014 | Martina Sáblíková  | Anežka Drahotová  | Pavlína Šulcová     |
| 2015 | Martina Sáblíková  | Zuzana Neckarová  | Barbora Průdková    |
| 2016 | Martina Sáblíková  | Barbora Průdková  | Martina Mikulášková |
| 2017 | Nikola Nosková     | Lucie Hochmann    | Jarmila Machačová   |
| 2018 | Jarmila Machačová  | Nikola Nosková    | Melissa van Neck    |
| 2019 | Tereza Neumanová   | Nikola Bajgerová  | Jarmila Machačová   |
| 2020 | Jarmila Machačová  | Tereza Neumanová  | Nikola Bajgerová    |
| 2021 | Tereza Neumanová   | Nikola Bajgerová  | Nikola Nosková      |
| 2022 | Tereza Neumanová   | Nikola Bajgerová  | Kristýna Zemanová   |
| 2023 | Jarmila Machačová  | Kristýna Burlová  | Nikola Bajgerová    |
| 2024 | Barbora Němcová    | Nikola Bajgerová  | Julia Kopecký       |
| 2025 | Kristýna Burlová   | Julia Kopecký     | Kristýna Zemanová   |

### Tijdrit
| Jaar | Goud               | Zilver             | Brons                |
| ---- | ------------------ | ------------------ | -------------------- |
| 1993 | Šárka Víchová      | Julie Pekárková    | Miluše Flašková      |
| 1994 | Renata Holová      | Pavlina Daněčková  | Šárka Víchová        |
| 1995 | Šárka Víchová      | Miluše Flašková    | Blanka Navrátilová   |
| 1996 | Pavlina Daněčková  | Miluše Flašková    | Julie Pekárková      |
| 1997 | Kristina Obručová  | Miluše Flašková    | Jiřina Frantíková    |
| 1998 | Lada Kozlíková     | Blanka Navrátilová | Kristina Obručová    |
| 1999 | Lada Kozlíková     | Miluše Flašková    | Šárka Víchová        |
| 2000 | Lada Kozlíková     | Julie Pekárková    | Karla Polivková      |
| 2001 | Lada Kozlíková     | Karla Polivková    | Ilona Bublová        |
| 2002 | Lada Kozlíková     | Julie Pekárková    | Pavla Havlíková      |
| 2003 | Ilona Bublová      | Julie Pekárková    | Pavla Havlíková      |
| 2004 | Julie Pekárková    | Ilona Bublová      | Pavla Nováková       |
| 2005 | Lada Kozlíková     |                    |                      |
| 2006 | Lada Kozlíková     | Martina Růžičková  | Jarmila Machačová    |
| 2007 | Tereza Huříková    | Martina Růžičková  | Martina Sáblíková    |
| 2008 | Jarmila Machačová  | Martina Růžičková  | Martina Sáblíková    |
| 2009 | Tereza Huříková    | Martina Růžičková  | Jarmila Machačová    |
| 2010 | Martina Sáblíková  | Martina Růžičková  | Gabriela Slámová     |
| 2011 | Martina Sáblíková  | Martina Růžičková  | Jarmila Machačová    |
| 2012 | Jarmila Machačová  | Martina Sáblíková  | Pavlína Šulcová      |
| 2013 | Martina Sáblíková  | Katarina Hranaiová | Pavlína Šulcová      |
| 2014 | Martina Sáblíková  | Pavlína Šulcová    | Anežka Drahotová     |
| 2015 | Martina Sáblíková  | Jarmila Machačová  | Martina Růžičková    |
| 2016 | Martina Sáblíková  | Jarmila Machačová  | Anežka Drahotová     |
| 2017 | Nikola Nosková     | Jarmila Machačová  | Tereza Korvasová     |
| 2018 | Tereza Korvasova   | Jarmila Machačová  | Melissa van Neck     |
| 2019 | Tereza Korvasova   | Jarmila Machačová  | Nikola Bajgerová     |
| 2020 | Nikola Nosková     | Marketa Hajkova    | Tereza Korvasova     |
| 2021 | Nikola Nosková     | Jarmila Machačová  | Nikol Flasarova      |
| 2022 | Denisa Slamova     | Nikola Bajgerová   | Petra Ševčíková      |
| 2023 | Eliska Kvasnickova | Kristýna Burlová   | Nikola Bajgerová     |
| 2024 | Julia Kopecký      | Nikola Nosková     | Jana Milec Jiřincová |
| 2025 | Julia Kopecký      | Eliska Kvasnickova | Jana Milec Jiřincová |